# Nintendo GameCube
Nintendo GameCube (ニンテンドーゲームキューブ Nintendō GēmuKyūbu?) también llamada simplemente la GameCube y abreviada como GCN en América y NGC en Japón, es la quinta consola discontinuada de sobremesa hecha por Nintendo. Fue la sucesora de la Nintendo 64 y la predecesora de la Wii.

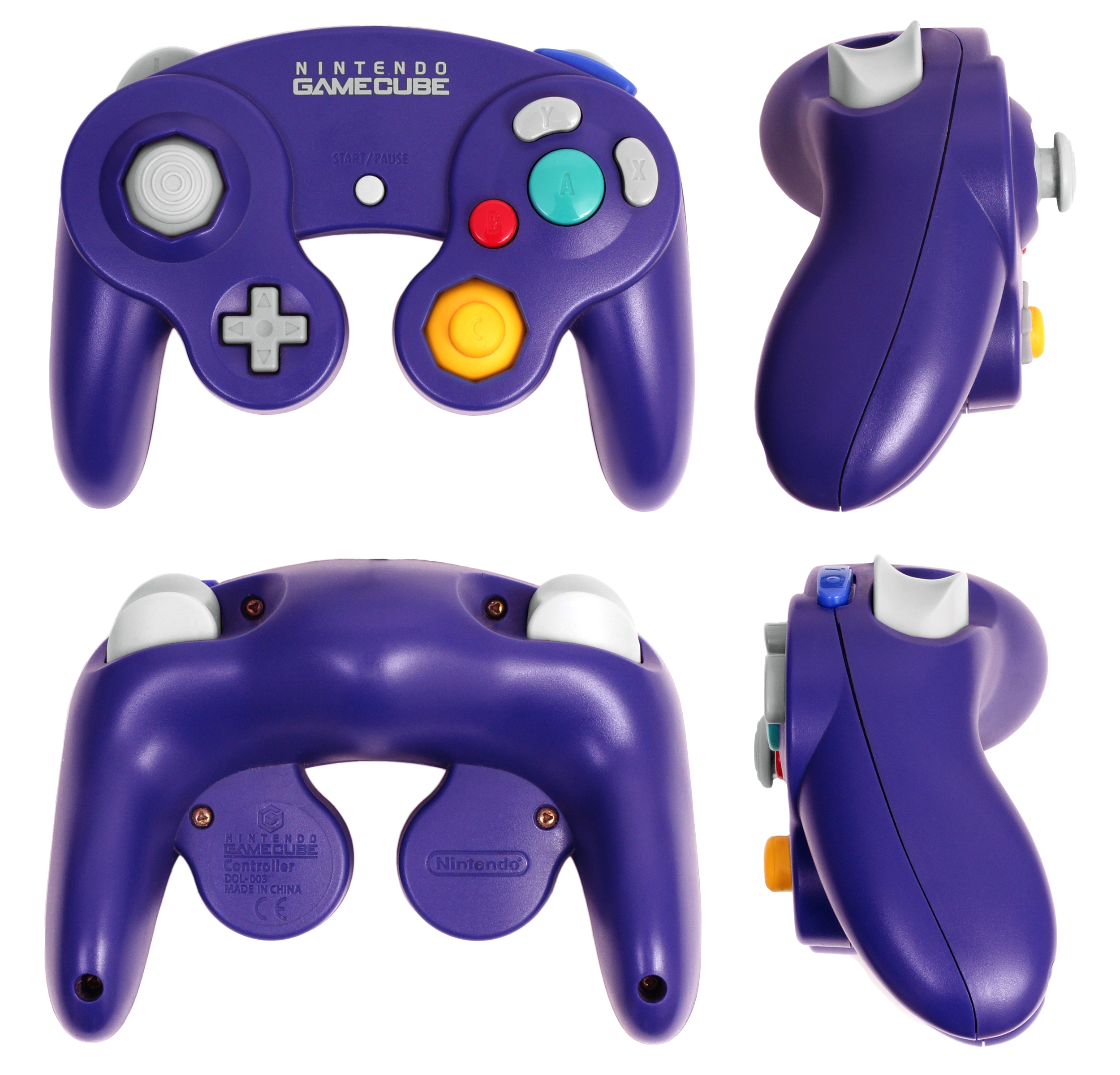
Mando GameCube Indigo.

Su principal característica fue su procesador central basado en un IBM PowerPC (tecnología previa utilizada en computadoras personales y portátiles), y su procesador gráfico desarrollado por ATI Technologies. Nintendo, por primera vez, prescindió del cartucho (ROM) como formato de almacenamiento, y adoptó un formato óptico propio, el Nintendo Optical Disc. El nombre «GameCube» se debió a que el sistema tuvo la forma de un cubo. Fue además la primera consola de Nintendo que no contó en su fecha de lanzamiento con un juego de Mario, mascota oficial de la compañía.
La consola fue lanzada el 14 de septiembre de 2001 en Japón, el 18 de noviembre de 2001 en Norteamérica, el 3 de mayo de 2002 en Europa y el 10 de mayo de 2002 en Australia. Fue descontinuada el 4 de noviembre de 2007 en Japón, el 24 de mayo de 2008 en Europa y el 22 de junio de 2008 en Norteamérica y el último videojuego fue Madden NFL 08. Según las cifras oficiales, GameCube logró vender 21 740 000 unidades mundialmente.

## Historia
En 1999, se comenzó a suponer que Nintendo lanzaría al mercado su nueva consola en 2001. Todo apuntaba a que la compañía continuaría utilizando el cartucho para sus juegos y que sería retrocompatible con el Nintendo 64.[cita requerida] Nintendo presentó su consola ante la prensa con el nombre en clave de Project Dolphin, aunque el proyecto cambió su nombre varias veces (Star Cube, N2000, Nintendo Advance). La intención del proyecto era recuperar el liderazgo perdido ante Sony con el PlayStation.
Nintendo buscó el apoyo de IBM, a la que le encargó la fabricación del procesador central de la consola, que está basado en la arquitectura Power. También contrató a ArtX para el desarrollo del dispositivo gráfico, el cual tiempo después fue adquirido por ATI (por este motivo aparece un logo de ATI en el sistema), la cual fue encargada de desarrollar la GPU.
Para el GameCube, Nintendo dejó de usar cartuchos como medio de distribución de sus juegos. En vez de estos, Nintendo optó por usar unidades ópticas, creando para este fin el formato Nintendo Optical Disc. Utilizando la tecnología DVD en un lector de Matsushita, el juego se presenta en forma de disco óptico con capacidad de almacenamiento de 1,5 GB de información. Asimismo, la unidad lectora de la consola es capaz de acceder al disco a una velocidad superior a un DVD convencional.

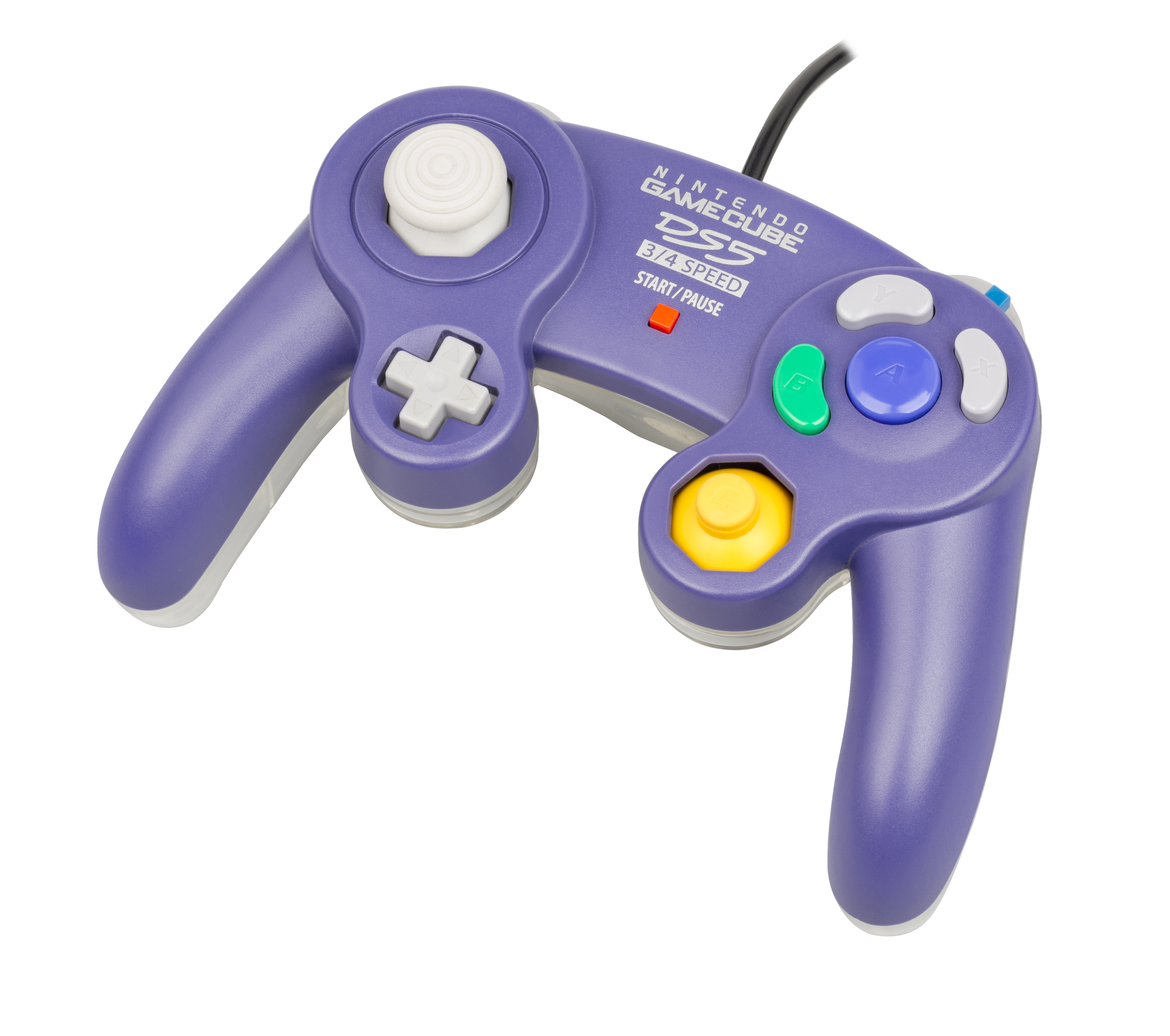
Prototipo del Mando de GameCube parecido al de Nintendo 64

En un principio, la consola iba a ser lanzada a nivel mundial en el año 2000, pero Nintendo tenía en mente habilitar su consola para conectarla a Internet e hizo un cambio de planes. Los datos técnicos ya estaban sobre la mesa, pero las posibilidades reales de la consola de nueva generación de Nintendo seguían siendo una incógnita. El 24 de agosto de 2000 a las 3:30PM (hora nacional en Japón), en el día previo al Nintendo Space World 2000, la "Gran N" presentó el diseño y periféricos del Nintendo GameCube, nombre que se presentó al público en la actividad; y unas demostraciones en las que podía apreciarse un aumento en las capacidades gráficas respecto a lo que su antecesora, el Nintendo 64, pudo llegar a ofrecer. Por tanto, esta nueva máquina prometía superar con creces a la anterior generación de consolas. No obstante, y pese a que así fue, no pudo superar a sus 2 rivales y no tuvo el éxito esperado, por lo que quedó tercera en ventas entre las consolas de su generación, con apenas 21 740 000 de unidades vendidas en todo el mundo.

## Juegos

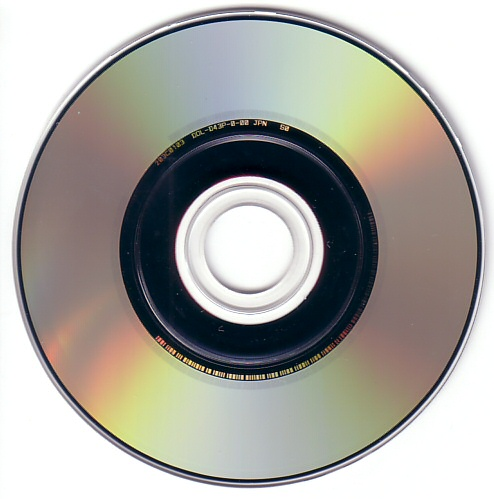
Formato del Nintendo Optical Disc para GameCube.

En su vida útil de 2001 a 2007, se lanzaron más de 600 juegos para GameCube. Nintendo lanzó juegos de varias de sus series first-party en el Gamecube, como la series Super Mario y The Legend of Zelda. Nintendo también creó nuevas franquicias que se estrenaron en la consola, como Pikmin y Animal Crossing y trajo de vuelta series que se saltaron la plataforma Nintendo 64, como Metroid con el lanzamiento de Metroid Prime. La consola tuvo varios juegos exitosos como The Legend of Zelda: The Wind Waker y Super Mario Sunshine y su juego más vendido, Super Smash Bros. Melee, el cual vendió 7 millones de copias en todo el mundo. Sin embargo Nintendo fue criticada por no presentar suficientes juegos durante la ventana de lanzamiento de la consola, un sentimiento agravado por el lanzamiento de Luigi's Mansion en lugar de un juego de Mario en 3D.
Al principio de la historia de Nintendo como creador de consolas, la compañía había logrado un éxito considerable con el apoyo de desarrolladores de terceros en el Nintendo Entertainment System y Super Nintendo. Sin embargo, la competencia de Sega Mega Drive y PlayStation de Sony en la década de 1990 cambió el panorama del mercado y redujo la capacidad de Nintendo para obtener soporte exclusivo de terceros en el Nintendo 64. Los cartuchos usados para los juegos también estaban aumentando el costo de fabricación del software, a diferencia de los discos ópticos más baratos y de mayor capacidad utilizados por PlayStation.
Nintendo buscó ganarse de vuelta a los desarrolladores third-party, como lo demuestra la cantidad de juegos de terceros disponibles en el lanzamiento. El cambio a un formato de disco óptico introducido con el GameCube aumentó significativamente la capacidad de memoria y redujo los costos de producción. La estrategia fue mayormente exitosa. Títulos exclusivos y de alto perfil como Star Wars Rogue Squadron II: Rogue Leader de Factor 5, Resident Evil 4 de Capcom y Metal Gear Solid: The Twin Snakes de Konami tuvieron éxito. Sega, que se convirtió en un desarrollador de terceros después de descontinuar su consola Dreamcast, lanzó versiones de juegos de Dreamcast al Gamecube, como Crazy Taxi y Sonic Adventure 2 y desarrolló nuevas franquicias, como Super Monkey Ball. Otros desarrolladores trabajaron en nuevos juegos para las franquicias de Nintendo, incluyendo a Star Fox Assault y Donkey Konga con Namco y Wario World con Treasure. Algunos desarrolladores de terceros, como Ubisoft, THQ, Disney Interactive Studios, Humongous Entertainment y EA Sports, continuaron lanzando juegos de GameCube en 2007.

### Juegos en línea
Ocho juegos de GameCube tienen la capacidad de conectarse a una red, cinco con soporte de Internet y tres con soporte de red de área local (LAN). Los únicos juegos con capacidad para Internet lanzados en occidente son tres juegos de la serie Phantasy Star de Sega: Phantasy Star Online Episodes I and II, Phantasy Star Online Episodes I and II Plus y Phantasy Star Online Episode III: C.A.R.D. Revolution. Los servidores oficiales se retiraron de servicio en 2007, pero los jugadores aún pueden conectarse a servidores privados mantenidos por los fanes. Japón recibió dos juegos adicionales con capacidad de conectarse a Internet, Homeland y Jikkyō Powerful Pro Yakyū 10. Por último, tres juegos de carreras tienen modos multijugador LAN: 1080 ° Avalanche, Kirby Air Ride y Mario Kart: Double Dash.
Para jugar en línea, los jugadores deben instalar un adaptador de módem o de banda ancha oficial en su sistema, ya que el GameCube no tiene de conectarse a la red por su cuenta. Nintendo nunca encargó ningún servidor o servicio de Internet para interactuar con la consola, pero permitió que otros desarrolladores lo hicieran y los hizo responsables de administrar las experiencias de los jugadores en línea.

### Juegos disponibles en el lanzamiento
| Japón: 14 de septiembre de 2001                               | Estados Unidos: 18 de noviembre de 2001 | Europa: 3 de mayo de 2002 |
| ------------------------------------------------------------- | --- | --- |
| - Luigi's Mansion - Super Monkey Ball - Wave Race: Blue Storm | - All-Star Baseball 2002 - Batman: Vengeance - Crazy Taxi - Dave Mirra Freestyle BMX 2 - Disney's Tarzan Untamed - Luigi's Mansion - Madden NFL 2002 - NHL Hitz 2002 - Star Wars Rogue Squadron II: Rogue Leader - Super Monkey Ball - Tony Hawk's Pro Skater 3 - Wave Race: Blue Storm | - 2002 FIFA World Cup - Batman: Vengeance - Bloody Roar: Primal Fury - Burnout - Crazy Taxi - Dave Mirra Freestyle BMX 2 - Disney's Tarzan Freeride - Donald Duck: Goin' Quackers - ESPN International Winter Sports - Extreme-G 3 - International Superstar Soccer 2 - Luigi's Mansion - Sonic Adventure 2: Battle - Star Wars Rogue Squadron II: Rogue Leader - Super Monkey Ball - Tony Hawk's Pro Skater 3 - Universal Studios Theme Parks Adventure - Wave Race: Blue Storm |

## Accesorios oficiales
- Terminal de banda ancha.

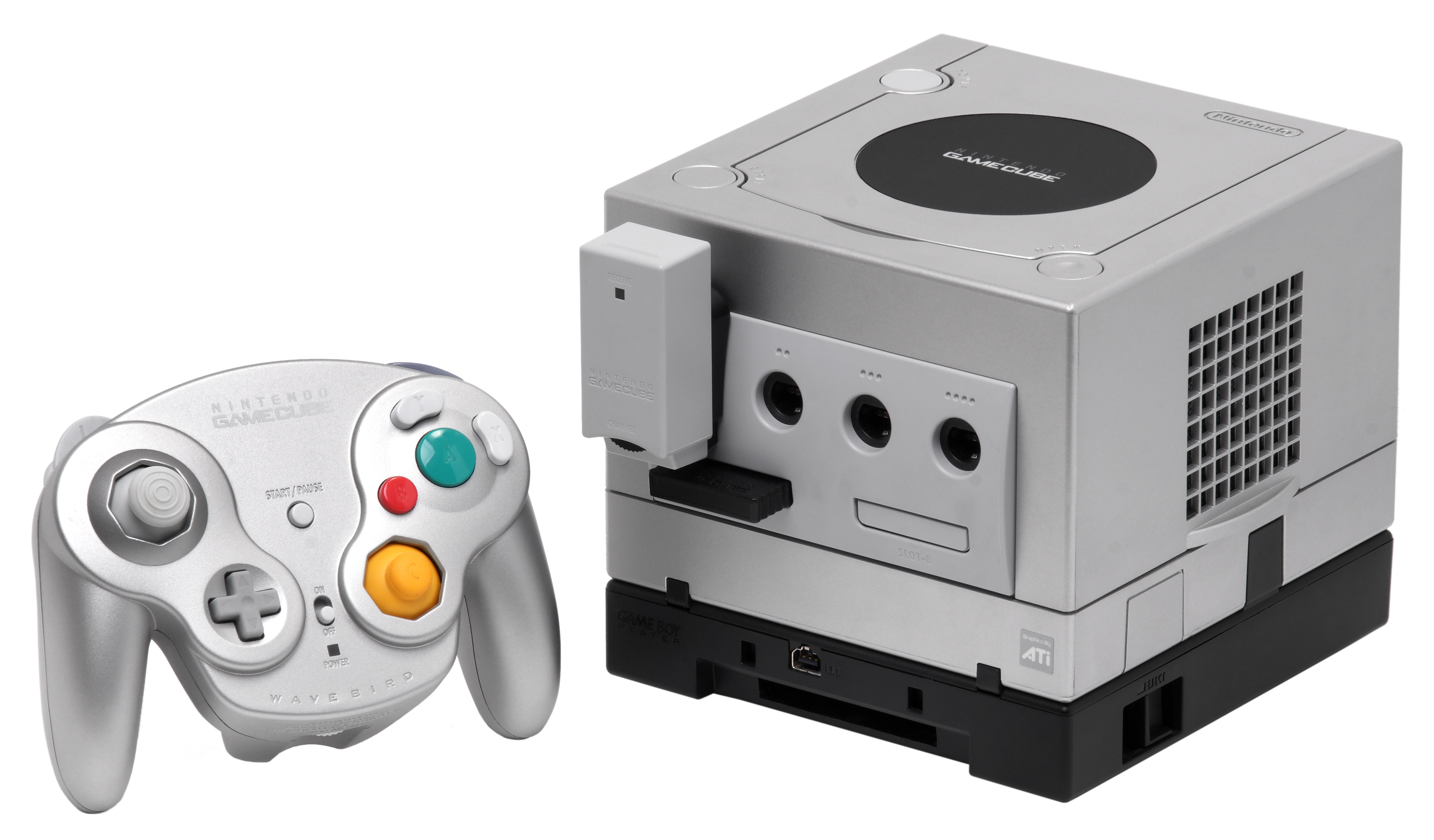
GameCube con una Memory Card, un Game Boy Player y un mando Inalámbrico WaveBird.

- Base de sujeción de micrófono al control.
- Cable de componente y D-Terminal (solo Japón).
- Cable Game Boy Advance: Permite conectar un GameCube y un Game Boy Advance para intercambiar información entre ellas.
- Módem de Internet: La consola no incluía un conector para un cable de red de un router de internet, por lo que Nintendo decidió lanzar este módem de internet para competir con el PlayStation Network de PS2, y el Xbox Live de Xbox, y así poder jugar en línea.
- Memory Card: Permite guardar los datos de diferentes juegos, había tres diferentes versiones oficiales: gris (59 bloques), negra (251 bloques) y blanca (1019 bloques). Subsecuentemente aparecieron versiones no oficiales que podían soportar hasta 3000 bloques. Se colocan en la parte frontal del GameCube justo debajo de la conexión de los mandos.
- Mando de Game Boy Player: Fue hecho por la empresa Hori, especialmente para el Game Boy Player. Su diseño es idéntico al control de Super Nintendo. Este control funciona especialmente con los juegos de Game Boy, Game Boy Color y Game Boy Advance, también sirve para algunos juegos de GameCube que no dependan de todos los botones del mando normal de la consola.
- WaveBird (Mando Inalámbrico): Permite que el jugador esté a una distancia de hasta 10 m de la consola sin perder precisión y con total libertad de movimientos. Los mandos de control de este tipo incorporan un conector especial y el control propiamente dicho, en el cual se debe seleccionar la misma frecuencia que en el conector, mediante un selector en forma de rueda que hay en ambos. De este modo, dependiendo de la posición de la misma, la frecuencia será del 1 al 16; cada jugador deberá seleccionar en su mando y conector una frecuencia diferente.
- Micrófono: Es similar al micrófono de Nintendo 64, solo que con mejoras integradas, y funcional para ligeramente más juegos que en la Nintendo 64. Solo sirve para los juegos, Mario Party 6, 7, Odama, Chibi-Robo y Karaoke Revolution Party. Se incluye con estos juegos.
- Lector de Tarjetas SD: Solo salió en Japón, y se usa en pocos juegos para guardar capturas de pantalla o subir imágenes propias al juego. Se creó una versión especial de Animal Crossing para este periférico.
- Game Boy Player: Se incluye con un disco de arranque, y permite jugar a los juegos de Game Boy, Game Boy Color y Game Boy Advance en la GameCube. Se conecta en el HSP (High Speed Port) de la parte inferior de la consola.
- DK Bongos: se incluyen en un pack con los juegos Donkey Konga y Donkey Kong Jungle Beat y se utilizan, fundamentalmente, como nueva forma original de jugar, golpeándolos y dando palmadas.
- Alfombra de baile Dancing Stage: se incluye en el juego Dance Dance Revolution: Mario Mix y es una alfombra que detecta las pisadas, en la que hay que bailar al ritmo de la música.
- Mando Teclado de ASCII: Este control fue hecho por ASCII con la colaboración de Nintendo. Este accesorio es una combinación de un mando de GameCube y un teclado para computadora, el modo teclado sólo servía para las funciones en línea de la consola (aunque también para las funciones en línea de Wii), y también se podía usar como un mando normal de GameCube, a pesar de eso, este periférico es un poco molesto por su tamaño y además tampoco fue muy poco exitosoo de lo esperado, debido a su tamaño y anchura.

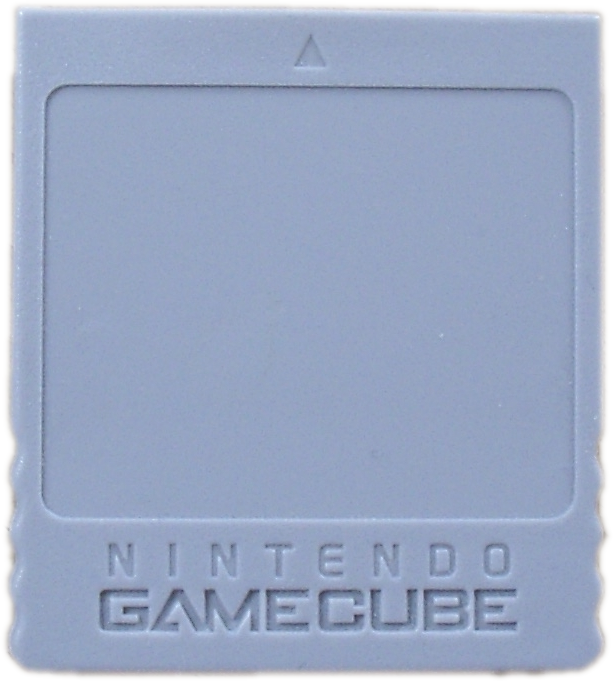
Memory Card de 251 bloques.
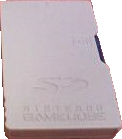
Memory Card para Tarjetas SD.
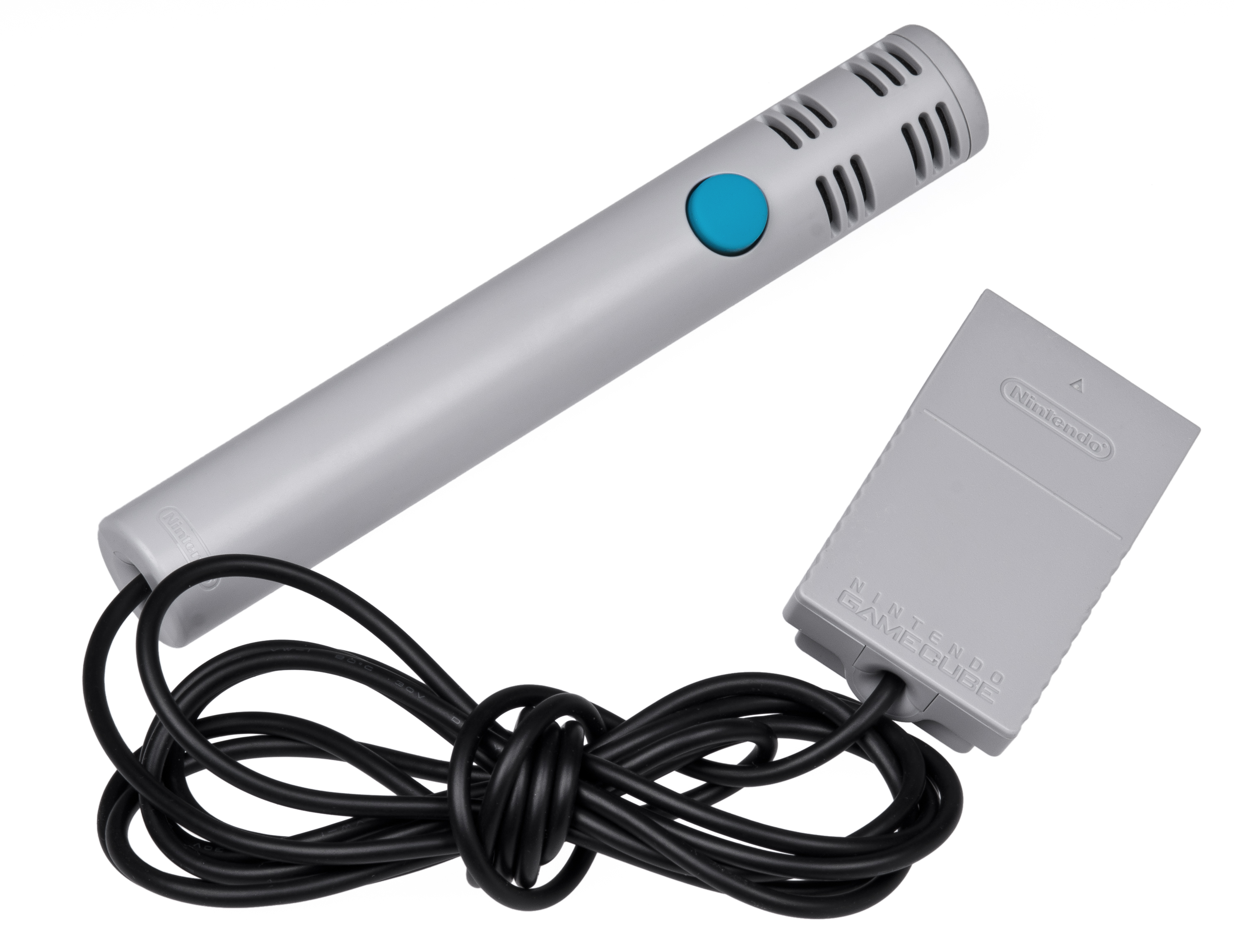
Micrófono de GameCube.
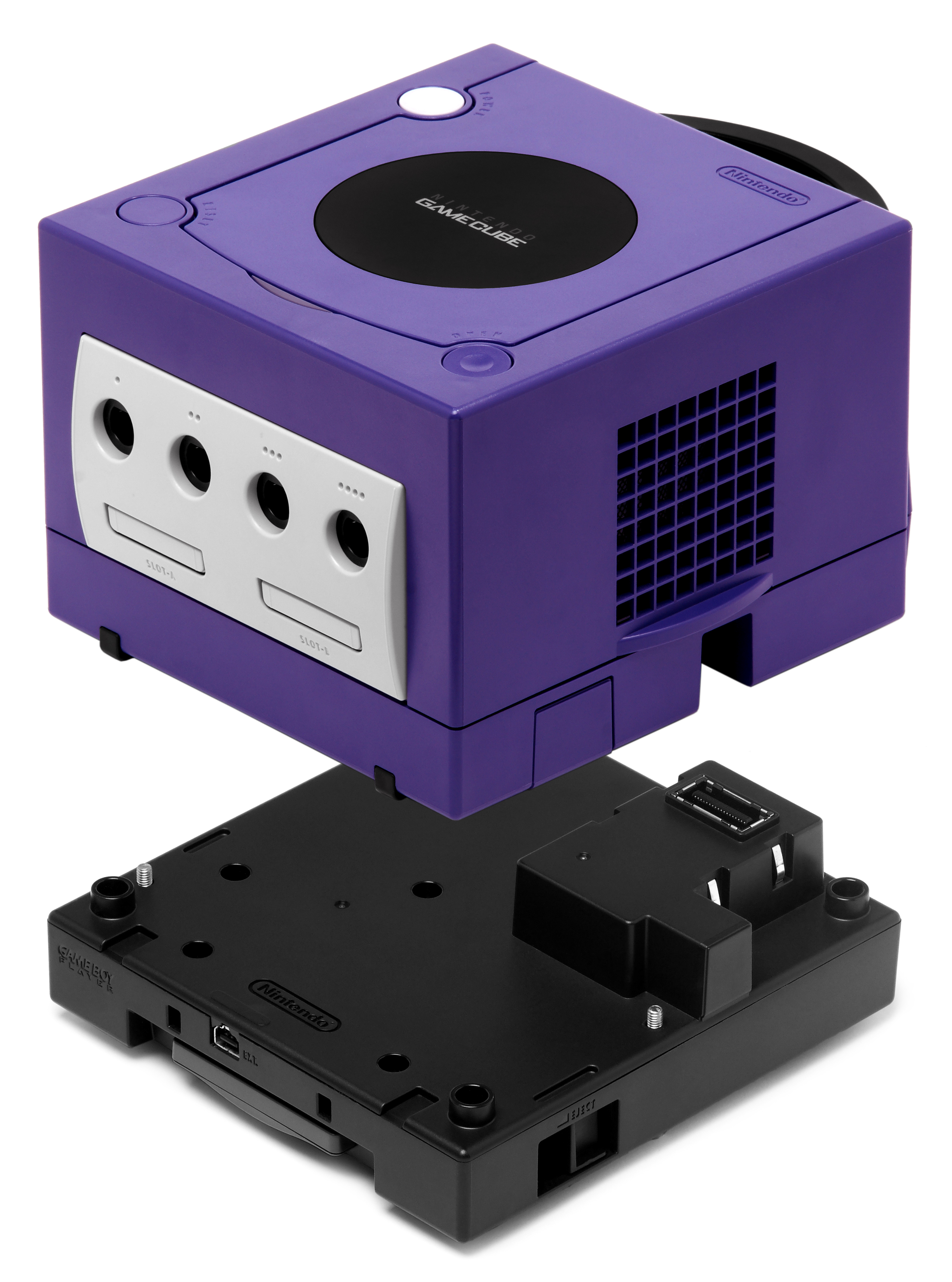
Game Boy Player.
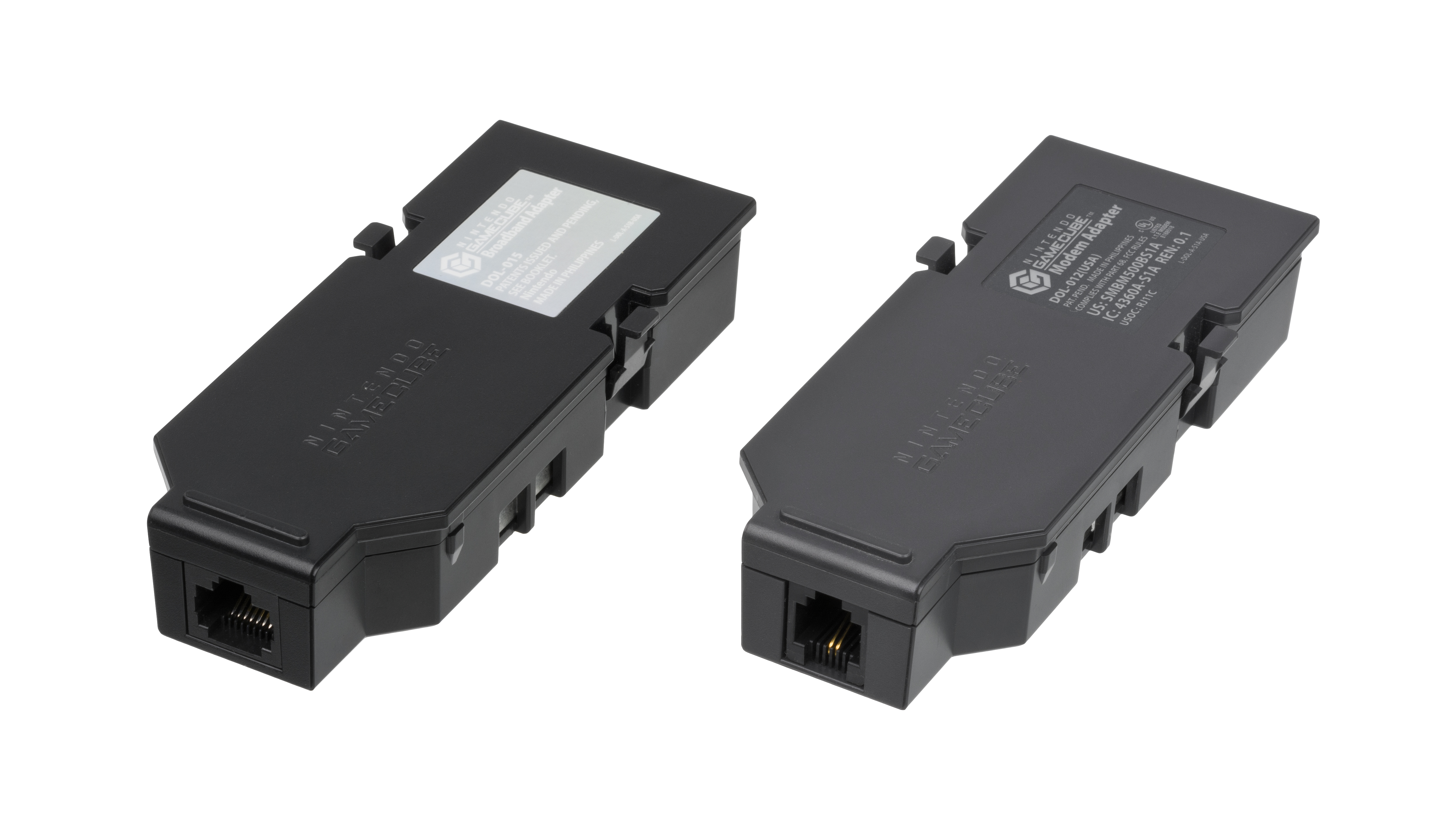
Adaptadores módem de Internet.
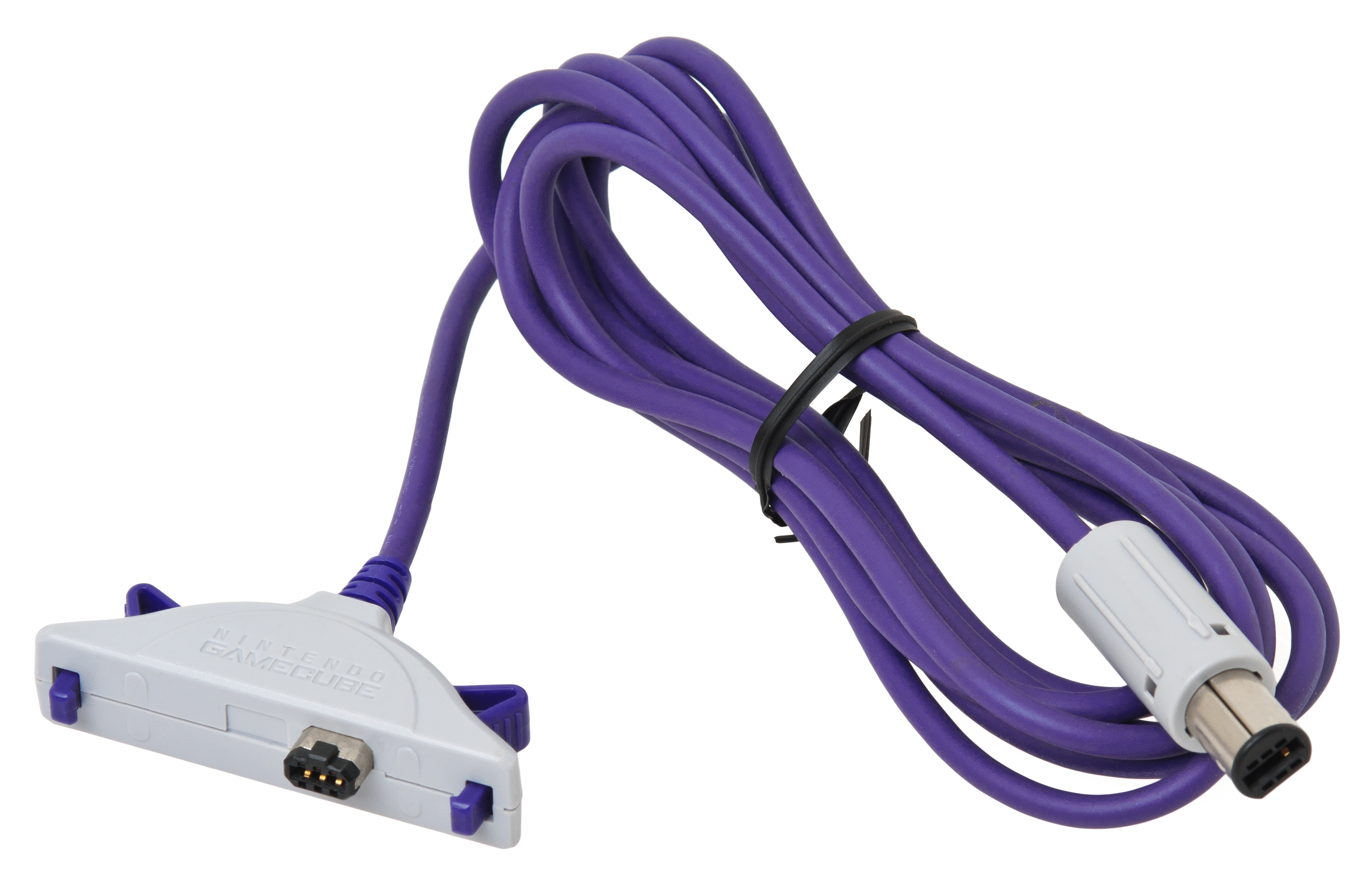
Cable Game Boy Advance.
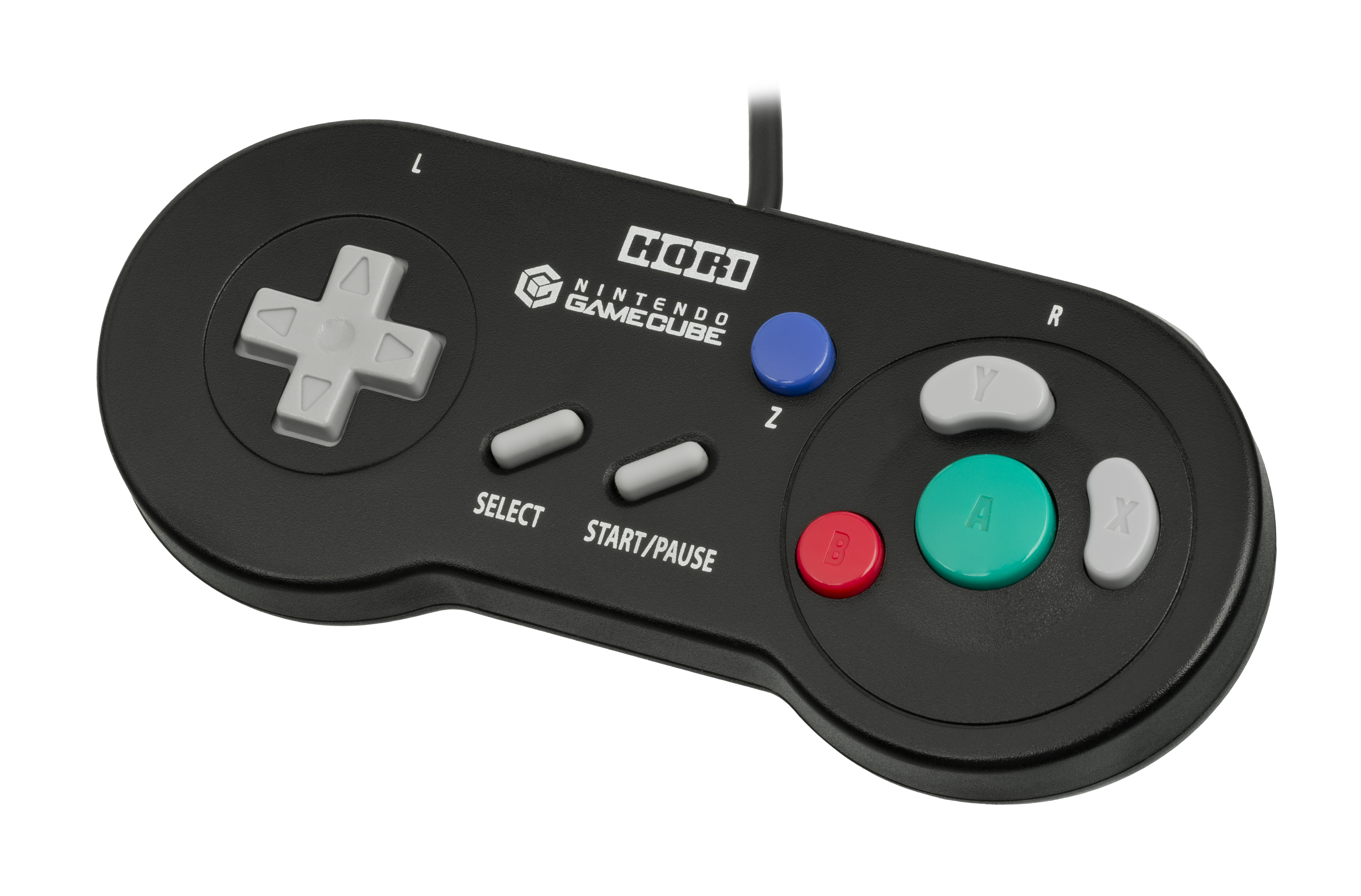
Mando para Game Boy Player hecho por Hori.
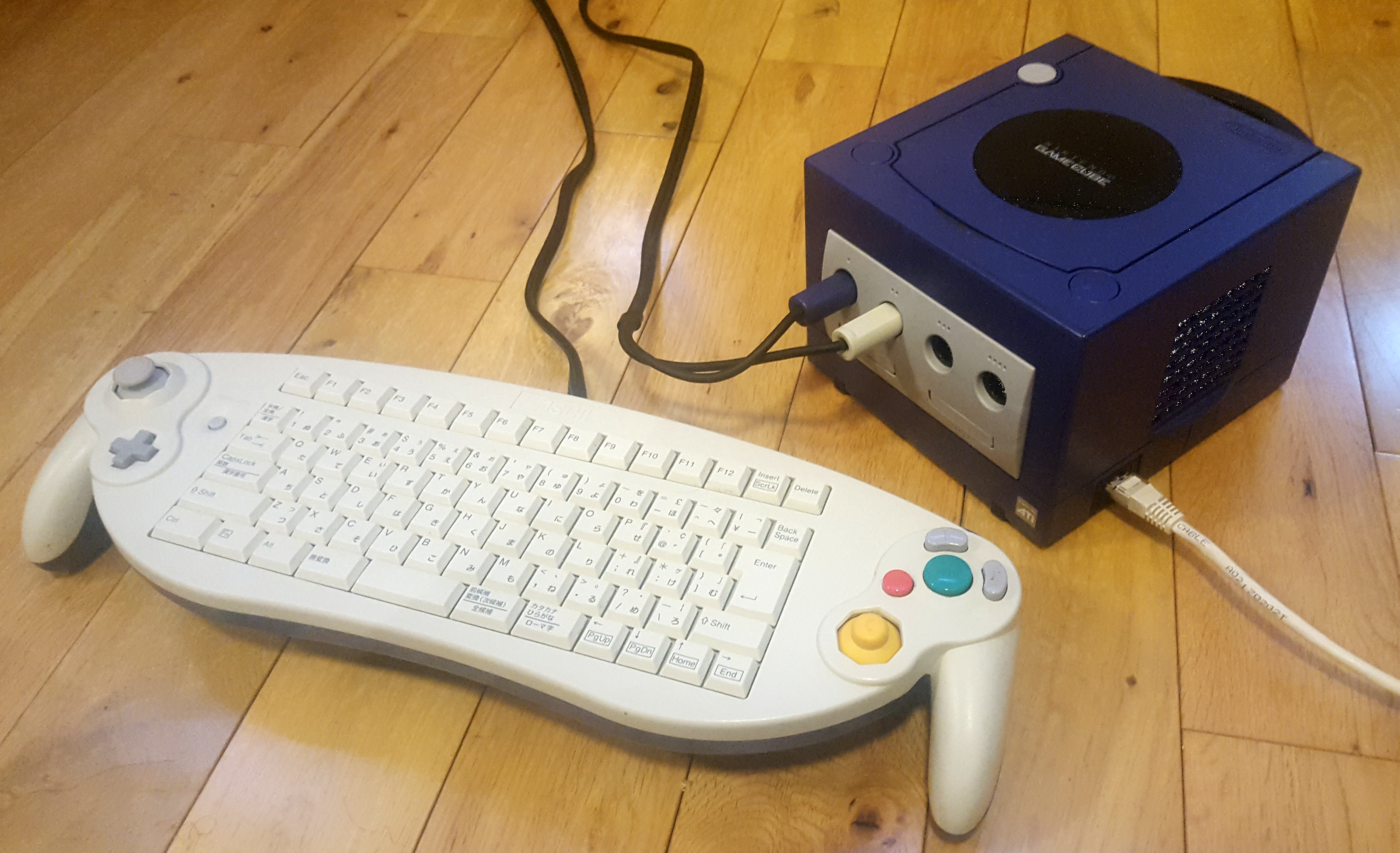
Mando Teclado de ASCII con una GameCube conectada a un Router de Wi-Fi.

## Accesorios de terceros
- Action Replay: Un dispositivo creado por la compañía Datel, que permite utilizar códigos para alterar el funcionamiento de los juegos. Contiene un disco de arranque con códigos y una tarjeta especial de 4 MB que requiere conectarse al Slot B de la consola. Incorpora el FreeLoader.
- Action Replay MAX: Una versión del Action Replay con mayor capacidad, 1019 bloques (8MB).
- FreeLoader: Este producto deshabilita la función de candado regional de la GameCube, permitiendo que discos de cualquier región (PAL, NTSC, NTSC-J, etc.), sean reproducidos en la consola. Algunas versiones también pueden ser utilizadas en la consola Wii.
- MAX Drive: Este dispositivo consiste en una tarjeta especial, un cable USB y software para PC, que permite al usuario compartir datos entre las tarjetas de memoria para almacenarlos o compartirlos vía Internet.
- SD Media Launcher: Permite que juegos y aplicaciones desarrolladas por el usuario sean reproducidas en la consola. Contiene un adaptador para tarjeta SD, un disco de arranque y un adaptador USB para compartir datos desde un PC.
- MAX Media Player: Permite reproducir vídeos, canciones y otros medios descargados de Internet en la consola. Incluye un disco de aplicaciones, un adaptador de tarjeta SD, un adaptador USB a Micro SD, y un control remoto.

## Hardware
El Gamecube dispone de un procesador fabricado por IBM (una versión del PowerPC 750cx, también conocido como PowerPC G3 en computadoras Apple) y un chipset gráfico de ATI. En cuanto a sonido, posee un DSP desarrollado por Macronix capaz de reproducir audio con calidad superior a la del CD.
| nombre          | nombre técnico | datos | datos técnicos | imagen |
| --------------- | --- | --- | --- | ------ |
| dimensiones     | tamaño | tamaño | 11,5 X 15 X 16 cm. |        |
| dimensiones     | peso | peso | 2,6 Kg. |        |
| CPU             | Nombre | IBM Gekko | 45l8926ESD |        |
| CPU             | TIPO | MPU (Unidad Microprocesador) | MPU (Unidad Microprocesador) |        |
| CPU             | Arquitectura | PowerPC | PowerPC |        |
| CPU             | Micro arquitectura | PowerPC G3 | PowerPC G3 |        |
| CPU             | Set de intrusiones | PowerPC ISA 1.10 intruciones de tipo RISC | PowerPC ISA 1.10 intruciones de tipo RISC |        |
| CPU             | variantes | 750CXe y 750FX | 750CXe y 750FX |        |
| CPU             | Foundry | IBM Microelectronics | IBM Microelectronics |        |
| CPU             | Proceso de fabricación (ligrafia) | tecnología de semiconductores de cobre de seis capas | 0,18 micras (180 nm) |        |
| CPU             | Tamaño del Die | 43 mm² | 43 mm² |        |
| CPU             | tipo de encapsulado | PBGA (Matriz de rejilla de bolas de plástico) | 27 × 27 mm con 256 contactos |        |
| CPU             | Capacidad de CPU | 1125 DMIPS (Dhrystone 2.1) | 1125 DMIPS (Dhrystone 2.1) |        |
| CPU             | Frecuencia | 486 MHz. | 486 MHz. |        |
| CPU             | Nucleos | 1 | 1 |        |
| CPU             | TDP | 4,9 W | 1,8 V para lógica y E/S |        |
| CPU             | BUS | - 32 bits (enteros) - 64 bits (punto flotante de doble precisión). | - 32 bits (enteros) - 64 bits (punto flotante de doble precisión). |        |
| CPU             | Transistores | 18,6 millones de transistores; de los cuales 6,35 millones de transistores son para lógica | 18,6 millones de transistores; de los cuales 6,35 millones de transistores son para lógica |        |
| CPU             | Ancho de banda del bus externo: | un máximo de 1,6 GB/segundo. El bus de direcciones tiene un tamaño de 32 bits, mientras que el bus de datos es de 64 bits | 162,5 MHz |        |
| CPU             | Caché | cache L1 | 64 kb: dividido en 32 kb para instrucciones y 32 kb para datos |        |
| CPU             | Caché | La mitad de la caché de datos L1 (16 KB) se puede bloquear para un DMA rápido desde la caché en paralelo con la ejecución de instrucciones | |        |
| CPU             | Caché | L2 Cache | 256 KB |        |
| CPU             | Caché | se puede llenar con instrucciones y datos, lo que mejora enormemente el ancho de banda. | |        |
| CPU             | Capacidad aritmetica | 1,9 GFLOPS (coma flotante de 32 bits de precisión simple) | 1,9 GFLOPS (coma flotante de 32 bits de precisión simple) |        |
| CPU             | Unidades de proseso | - Unidad de predicción de ramificaciones (BPU) - Unidad de carga y almacenamiento (LSU) - Unidad de registro del sistema (SRU) - Unidad de gestión de memoria (MMU) - Caché de instrucciones de destino de rama (BTIC) | - Unidad de predicción de ramificaciones (BPU) - Unidad de carga y almacenamiento (LSU) - Unidad de registro del sistema (SRU) - Unidad de gestión de memoria (MMU) - Caché de instrucciones de destino de rama (BTIC) |        |
|                 | Sucesión | IBM Broadway | IBM Broadway |        |
| GPU             | nombre | ATI "Flipper", desarrollada por NEC. | ATI "Flipper", desarrollada por NEC. |        |
| GPU             | Bus de Memoria | 64 bit | 64 bit |        |
| GPU             | Caché de texturas | Aproximadamente, 1 MB. | 5 ns (1 T - SRAM). |        |
| GPU             | Architectura | Rage 5 | Rage 5 |        |
| GPU             | Transistores | 51 millones | 51 millones |        |
| GPU             | Ancho de banda de acceso a las texturas | 12,8 GB/S | 12,8 GB/S |        |
| GPU             | Ancho de banda de la memoria principal | 3,2 GB/S | 3,2 GB/S |        |
| GPU             | Pixel Rate | 648.0 MPixel/s | 648.0 MPixel/s |        |
| GPU             | Vertex Rate | 40.50 MVes | 40.50 MVes |        |
| GPU             | Pixel Shaders | 4 | 4 |        |
| GPU             | Vertex Shaders | 1 | 1 |        |
| GPU             | ROPs | 4 | 4 |        |
| GPU             | ROPs | 4 | 4 |        |
| GPU             | Texture Rate | 648.0 MTexel/s | 648.0 MTexel/s |        |
| GPU             | Z-Buffer | 24 bits. | 24 bits. |        |
| GPU             | poligonos | capacidad de procesamiento estimada en un juego real incluyendo modelados complejos, texturas, etc. Aunque han llegado a realizar juegos con más polígonos (unos 28 000 000 polígonos). | 6 000 000 a 12 000 000 polígonos por segundo. |        |
| GPU             | Funciones de procesamiento de imagen | - Niebla, - Subpíxel Anti-aliasing, - Luces HW x8, - Alpha Blending, - Virtual Texture Design, - Multi-texture Mapping/Bump/Environment, Mapping, MIPMAP, - Bilinear Filtering, - Real-time Texture Decompression (S3TC), Otras funciones: Real-time Decompression of Display List, HW Motion Compensation Capability. | - Niebla, - Subpíxel Anti-aliasing, - Luces HW x8, - Alpha Blending, - Virtual Texture Design, - Multi-texture Mapping/Bump/Environment, Mapping, MIPMAP, - Bilinear Filtering, - Real-time Texture Decompression (S3TC), Otras funciones: Real-time Decompression of Display List, HW Motion Compensation Capability. |        |
| GPU             | Proceso de fabricación | 0,18 micras VRAM Incorporada | 0,18 micras VRAM Incorporada |        |
| GPU             | Frame Buffer incorporado | 3 MB | 3 MB |        |
| GPU             | VRAM | 16 MB | 16 MB |        |
| GPU             | coma flotante | Capacidad aritmética: 13 GFLOPS como máximo (MPU, Geometry Engine, HW Lighting Total). | Capacidad aritmética: 13 GFLOPS como máximo (MPU, Geometry Engine, HW Lighting Total). |        |
| Salida de video | Resolucion | - 640×480 entrelazado (480i) @ 60 Hz - 640×480 escaneo progresivo (480p) @ 60 Hz (principalmente juegos NTSC solamente) - 720×576 entrelazado (576i) @ 50 Hz (Solo juegos PAL) | - 640×480 entrelazado (480i) @ 60 Hz - 640×480 escaneo progresivo (480p) @ 60 Hz (principalmente juegos NTSC solamente) - 720×576 entrelazado (576i) @ 50 Hz (Solo juegos PAL) |        |
| Salida de video | Cable | - Salida AV multiout propietaria (cable compatible con snes y n64) - Modelos NTSC: S-Video, compuesto - Modelos PAL: RGBS (SCART), compuesto - Salida de audio analógico estereofónico - Salida AV digital (solo modelo DOL-001 compatible con wii y wii-u) - Escaneo entrelazado o progresivo con un codec privado convertido a YPBPR usando el DAC Macronix personalizado en el cable - Salida por RF por un conector con incluido convertidor | - Salida AV multiout propietaria (cable compatible con snes y n64) - Modelos NTSC: S-Video, compuesto - Modelos PAL: RGBS (SCART), compuesto - Salida de audio analógico estereofónico - Salida AV digital (solo modelo DOL-001 compatible con wii y wii-u) - Escaneo entrelazado o progresivo con un codec privado convertido a YPBPR usando el DAC Macronix personalizado en el cable - Salida por RF por un conector con incluido convertidor |        |
| SONIDO          | Calidad | Estéreo | Estéreo |        |
| SONIDO          | DSP | Especial, diseñado por Macronix. | 16 bit |        |
| SONIDO          | Memoria de instrucción | 8 KB RAM + 8 KB ROM. | 8 KB RAM + 8 KB ROM. |        |
| SONIDO          | Memoria de datos | 8 KB RAM + 4 KB ROM. | 8 KB RAM + 4 KB ROM. |        |
| SONIDO          | Frecuencia de reloj real | 101,25 MHz. | 101,25 MHz. |        |
| SONIDO          | número de canales | ADPCM. | 64 canales |        |
| SONIDO          | Frecuencia de muestreo | 48 kHz. | 48 kHz. |        |
| RAM             | Memoria principal | 43 MB. RAM no unificada | 43 MB. RAM no unificada |        |
| RAM             | Memoria principal | - 24 MB (2× 12 MB) MoSys 1T-SRAM @ 324 MHz (nombre en código "Splash") como RAM principal del sistema - 3 MB de caché 1T-SRAM integrada dentro de la GPU "Flipper" (2 MB de framebuffer/Z-buffer, 1 MB de caché de textura) - 16 MB de DRAM utilizada como búfer de I/O para audio y unidad de DVD | |        |
| RAM             | Ancho del bus de memoria: | - RAM del sistema principal de 64 bits, - memoria GPU interna de 896 bits, ARAM de 8 bits | - RAM del sistema principal de 64 bits, - memoria GPU interna de 896 bits, ARAM de 8 bits |        |
| RAM             | Ancho de banda de memoria: | - 1,3 GB/s de Gekko a Northbridge, - 2,6 GB/s de Flipper a la RAM del sistema principal, - 10,4 GB/s de caché de textura, - 7,8 GB/s de framebuffer/Z-buffer, - 81 MB/s de RAM auxiliar | - 1,3 GB/s de Gekko a Northbridge, - 2,6 GB/s de Flipper a la RAM del sistema principal, - 10,4 GB/s de caché de textura, - 7,8 GB/s de framebuffer/Z-buffer, - 81 MB/s de RAM auxiliar |        |
| RAM             | Memoria auxiliar | utilizada para buffers de sonido y almacenamiento :16 MB | 100 MHz DRAM |        |
| RAM             | Velocidad de acceso | 10 ns o menos (1 T - SRAM). memoria principal, 5 ns de caché de texturas, 5 ns de memoria framebuffer | 10 ns o menos (1 T - SRAM). memoria principal, 5 ns de caché de texturas, 5 ns de memoria framebuffer |        |
| almacenamiento  | Disco | sistema CAV (velocidad angular constante). | sistema CAV (velocidad angular constante). |        |
| almacenamiento  | Disco | Soporte | GameCube Optical Disc, con tecnología de DVD, lector óptico fabricado por Matsushita. Al girar a una velocidad tan alta, no podía reproducir películas en formato DVD |        |
| almacenamiento  | Disco | Capacidad | - 1,5 - 3 GB (doble capa) |        |
| almacenamiento  | Disco | Tiempo de acceso | 128 ms. |        |
| almacenamiento  | Disco | Velocidad de transmisión de datos | de 16 a 25 Mbps. |        |
| almacenamiento  | Disco | TAMAÑO | 150 mm (ancho) x 110 mm (alto) x 161 mm (largo). |        |
| almacenamiento  | Memory Card | Capacidades: | - 512 KB (59 bloques), - 2 MB (251 bloques), - 8 MB (1.019 bloques, incompatible con algunos juegos) |        |
| almacenamiento  | Memory Card | sectores de | 8 KB |        |
| Entrada/Salida: | - 4 puertos para mandos de control. - 2 ranuras Digicard para tarjetas de memoria. - 1 salida analógica SNS A/V Multiout. - 1 salida digital AV (solo en modelos fabricados antes del 22 de marzo de 2004). - 2 puertos de serie de alta velocidad (solo en modelos fabricados antes del 22 de marzo de 2004; los modelos actuales solo llevan uno). - El puerto serie 1 está reservado para un adaptador de banda ancha o un adaptador de módem - El puerto serie 2 no se utiliza (solo modelos DOL-001) (solo se usó para homebrew) - 1 puerto paralelo de alta velocidad de hasta 81 MB/s (reservado para Game Boy Player) - Salida AV analógica - Salida AV digital (solo modelo DOL-001) | - 4 puertos para mandos de control. - 2 ranuras Digicard para tarjetas de memoria. - 1 salida analógica SNS A/V Multiout. - 1 salida digital AV (solo en modelos fabricados antes del 22 de marzo de 2004). - 2 puertos de serie de alta velocidad (solo en modelos fabricados antes del 22 de marzo de 2004; los modelos actuales solo llevan uno). - El puerto serie 1 está reservado para un adaptador de banda ancha o un adaptador de módem - El puerto serie 2 no se utiliza (solo modelos DOL-001) (solo se usó para homebrew) - 1 puerto paralelo de alta velocidad de hasta 81 MB/s (reservado para Game Boy Player) - Salida AV analógica - Salida AV digital (solo modelo DOL-001) | - 4 puertos para mandos de control. - 2 ranuras Digicard para tarjetas de memoria. - 1 salida analógica SNS A/V Multiout. - 1 salida digital AV (solo en modelos fabricados antes del 22 de marzo de 2004). - 2 puertos de serie de alta velocidad (solo en modelos fabricados antes del 22 de marzo de 2004; los modelos actuales solo llevan uno). - El puerto serie 1 está reservado para un adaptador de banda ancha o un adaptador de módem - El puerto serie 2 no se utiliza (solo modelos DOL-001) (solo se usó para homebrew) - 1 puerto paralelo de alta velocidad de hasta 81 MB/s (reservado para Game Boy Player) - Salida AV analógica - Salida AV digital (solo modelo DOL-001) |        |
| Energía         | adaptador de corriente externo | adaptador de corriente externo | DC 12 V x 3,5 A |        |
| Energía         | Consumo de energía | Consumo de energía | 39 vatios. |        |

## Ediciones Oficiales de Nintendo
Nintendo sacó varias ediciones de consolas GameCube, así como cajas "Bundle" con las sagas de juegos más conocidas.
Ediciones Consola
- Nintendo GameCube Indigo
- Nintendo GameCube Black
- Nintendo GameCube Silver
- Nintendo GameCube Orange.

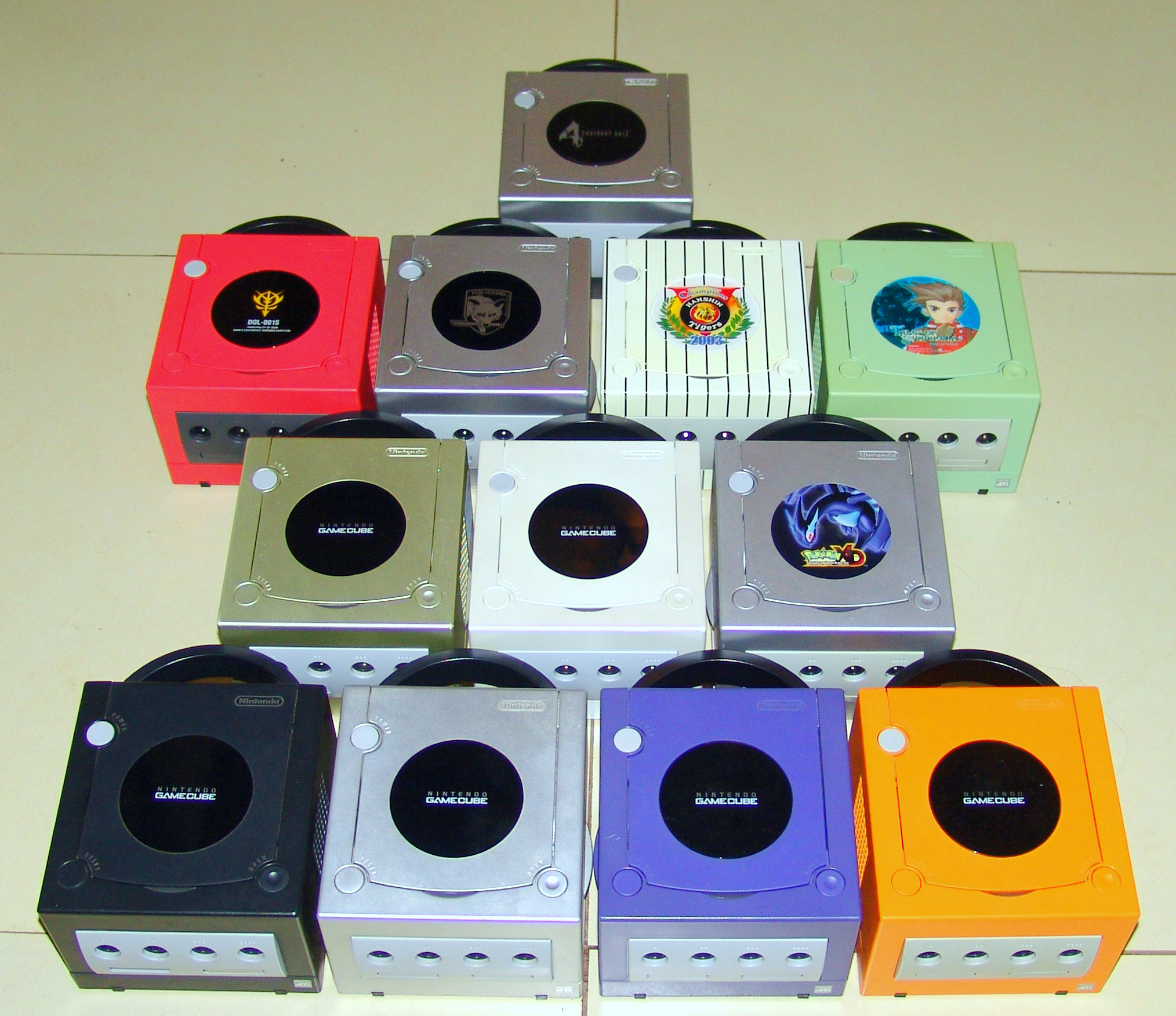
Doce ediciones diferentes de GameCube.

- Nintendo GameCube Resident Evil 4 - RE4, Caja Bundle
- Nintendo GameCube Metal Gear, Caja Bundle
- Nintendo GameCube Pearl White, Caja Bunble - FFCC
- Nintendo GameCube Toys r Us Gold.
- Nintendo GameCube Hanshin Tigers, Caja Bundle
- Nintendo GameCube Mobile Suit Gundam, Caja Bundle
- Nintendo GameCube Pokémon XD, Caja Bundle
- Nintendo GameCube Tales of Symphonia, Caja Bundle

Cajas con versiones Especiales
- Final Fantasy Crystal Chronicles Versión Pearl White
- Metroid Versión Black o Silver
- Zelda The Windwaker Versión Silver
- Game Boy Player Versión Indigo
- Mario Sunshine Versión Indigo
- Donkey Konga Versión Black

## Panasonic Q

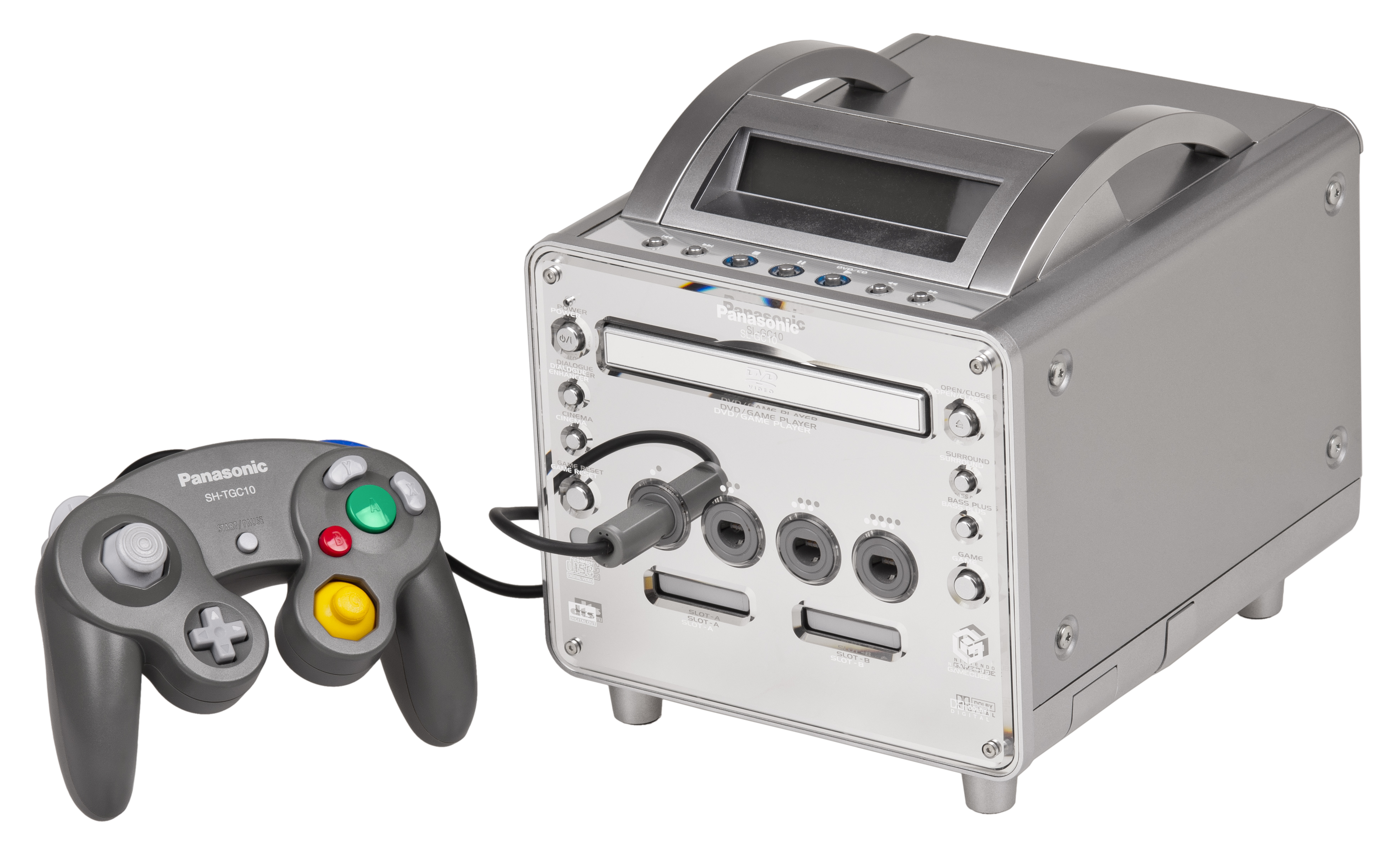
La Panasonic Q versión híbrida del GameCube con reproductor de DVD video.

La Panasonic Q (también conocido como Q o GameQ ) es una versión híbrida de la Nintendo GameCube con un reproductor de DVD fabricados por Panasonic en colaboración con Nintendo. El sistema fue lanzado oficialmente solo en Japón. Su origen es el acuerdo firmado por Nintendo con Matsushita (propietaria de la marca Panasonic) para que fabricara los lectores y unidades de disco ópticos de la GameCube. Se especificaba una licencia para fabricar un sistema reproductor de DVD que pudiera ejecutar los juegos GameCube. Con ello se cubría la falta de capacidad reproductora de CD/DVD de la GameCube, algo que sus competidoras Xbox y PlayStation 2 manejaban nativamente. Fue lanzado el 13 de diciembre de 2001 y descontinuado en diciembre de 2003 por sus bajas ventas.
La carcasa es un rediseño del Gamecube para que pueda albergar un DVD completo, en color plateado. En la parte trasera presenta conectores RCA de Audio/Vídeo, S-Video y salida digital de audio, además del conector oficial de Nintendo, mientras que en la parte frontal presenta una bandeja extraíble en lugar de situar el lector en la zona superior. Gracias a su capacidad de leer DVD, puede leer copias piratas (tanto en miniDVD como en DVD-R) sin necesidad de un chip. Esta consola soporta todos los periféricos del GameCube, pero ya que las patas del Panasonic Q no permiten que se instale el Game Boy Player, se lanzó una versión especial exclusivo para la consola.

## Recepción
El GameCube recibió críticas generalmente positivas después de su lanzamiento. PC Magazine elogió el diseño general del hardware y la calidad de los juegos disponibles en el lanzamiento. CNET dio una calificación de revisión promedio, señalando que si bien la consola carece de algunas características ofrecidas por su competencia, es relativamente económica, su control tiene un gran diseño y lanzó una línea de juegos decente. En revisiones posteriores, las críticas contra la consola se centraron a menudo en su apariencia general y la describieron como "juguetona". En medio de las bajas cifras de ventas y el daño financiero asociado a Nintendo, un artículo de Time International calificó a GameCube como un "desastre absoluto". [cita requerida]
Retrospectivamente, Joystiq comparó la ventana de lanzamiento del GameCube con su sucesor, el Wii, y señaló que la "falta de juegos" del GameCube resultó en un lanzamiento insatisfactorio, y la selección limitada de juegos en línea de la consola dañó su participación de mercado a largo plazo. Time International llegó a la conclusión de que el sistema tenía bajas cifras de ventas porque carecía de "innovaciones técnicas".[cita requerida]

### Ventas
En Japón, se vendieron entre 280.000 y 300.000 consolas durante los primeros tres días, de una producción inicial de 450.000 unidades. Durante su fin de semana de lanzamiento se vendió 100 millones de dólares en productos del Gamecube en América del Norte. La consola se agotó en varias tiendas, vendiéndose más rápido que sus competidores, el Xbox y el PlayStation 2, se habían vendido inicialmente. El juego más popular en el lanzamiento del sistema fue Luigi's Mansion, que, según Nintendo, vendió más en el lanzamiento que Super Mario 64.[cita requerida] Otros juegos populares en ese momento incluyen a Star Wars Rogue Squadron II: Rogue Leader y Wave Race: Blue Storm.[cita requerida] A principios de diciembre de 2001, el sistema había vendido 600.000 unidades en los Estados Unidos.
Nintendo vendió 22 millones de unidades GameCube en todo el mundo durante su vida útil, colocándolo ligeramente por detrás de los 24 millones de Xbox, los 155 millones del PlayStation 2 y aún del predecesor del GameCube, el Nintendo 64 con casi 33 millones de unidades. Sin embargo, la consola fue capaz de vender más que el Dreamcast, el cual vendió 9,13 millones de unidades.[cita requerida] Al 31 de marzo de 2003, el GameCube había vendido 9,55 millones de unidades en todo el mundo, por debajo del objetivo inicial de Nintendo de 10 millones de consolas.
Muchos de los juegos de Nintendo, como Super Smash Bros. Melee y Mario Kart: Double Dash, obtuvieron fuertes ventas. En contraste, muchos juegos que salieron en varias plataformas, como los juegos deportivos lanzados por Electronic Arts, se vendieron en números muy por debajo de sus contrapartes en el PlayStation 2 y Xbox, lo que finalmente llevó a algunos desarrolladores a reducir o suspender por completo la creación de versiones para el GameCube. Las excepciones incluyen a Sonic Adventure 2 y Super Monkey Ball de Sega, los cuales produjeron más ventas en el GameCube que la mayoría de los juegos de la compañía en el PlayStation 2 y Xbox. Después de varios años de perder dinero por desarrollar para la consola de Nintendo, Eidos Interactive anunció en septiembre de 2003 que dejaría producir juegos para el GameCube, cancelando varios juegos que estaban en desarrollo. Más tarde, sin embargo, Eidos reanudó el desarrollo de los juegos de GameCube, lanzando juegos exitosos como Lego Star Wars: The Video Game y Tomb Raider: Legend. Además, varios juegos de terceros que originalmente estaban destinados a ser exclusivos del GameCube, notablemente Resident Evil 4, terminarion siendo trasladados a otros sistemas en un intento de maximizar las ganancias luego de las ventas mediocres de las versiones originales de GameCube.
Con las ventas decayendo y millones de consolas sin vender en existencias, Nintendo detuvo la producción de GameCube durante los primeros nueve meses de 2003 para reducir las unidades excedentes.[cita requerida] Las ventas se recuperaron ligeramente después de reducir el precio a 99,99 dólares el 24 de septiembre de 2003 y el lanzamiento de The Legend of Zelda: Collector's Edition. A partir de este período, las ventas del GameCube continuaron siendo estables, particularmente en Japón, pero permaneció en el tercer lugar en ventas mundiales durante la era de la sexta generación debido a un desempeño de ventas más débil en otros lugares. El presidente de Nintendo en ese momento, Satoru Iwata les dijo a los inversores que el GameCube vendería 50 millones de unidades en todo el mundo para marzo de 2005, pero a finales de 2006, solo había vendido 21,7 millones, vendiendo menos de la mitad de lo que había previsto.

### Cuota de mercado
Nintendo no pudo recuperar la cuota de mercado que perdió a través de la vida de la predecesora del GameCube, el Nintendo 64. A lo largo de la sexta generación de consolas, las ventas de hardware de GameCube se mantuvieron muy por detrás de su competidor directo, el PlayStation 2, y ligeramente por detrás del Xbox.[cita requerida] La idea de que la consola era "para toda la familia" y la falta de apoyo de ciertos desarrolladores terciarios inclinaron al GameCube hacia un mercado más joven, que era una minoría demográfica de la población de juegos durante la sexta generación. Muchos juegos de terceros populares entre adolescentes o adultos, como la exitosa serie Grand Theft Auto y varios juegos de disparos en primera persona no obtuvieron versiones para GameCube, sino que fueron al PlayStation 2 y Xbox. En junio de 2003, el GameCube tenía una cuota de mercado del 13%, empatando con Xbox en ventas, pero muy por debajo del 60% del PlayStation 2. [cita requerida]

### Legado

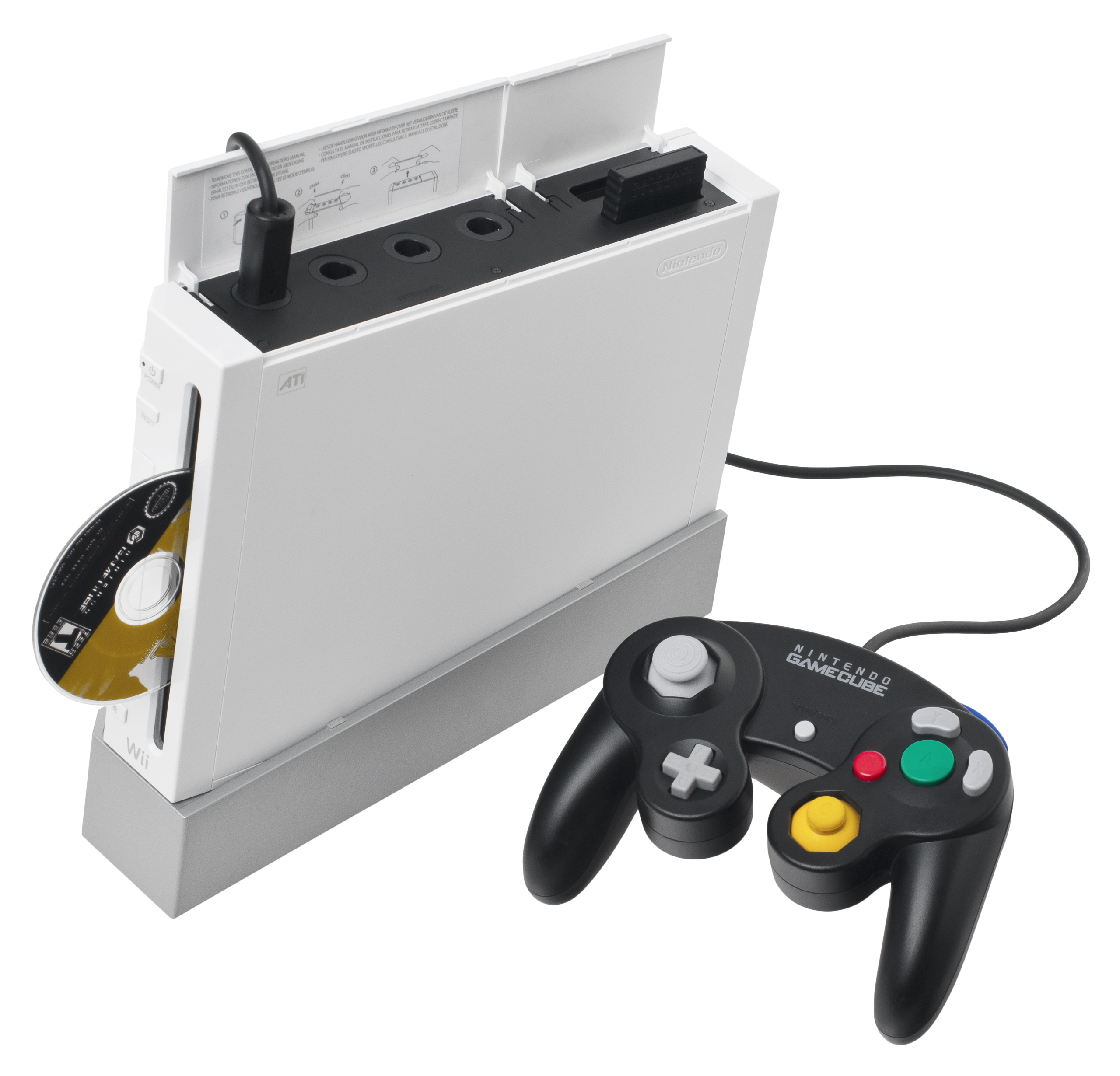
Puertos para mandos y Memory Cards de Gamecube en Wii.

Muchos juegos que debutaron en GameCube, incluidos Pikmin, Chibi-Robo!, Metroid Prime y Luigi's Mansion, se convirtieron en franquicias o subseries populares de Nintendo.
Las consolas originales de Wii (modelo RVL-001) son compatibles con todo el software oficial de GameCube, así como con sus controladores y tarjetas de memoria. La compatibilidad con el software se consigue directamente a través de la ranura de discos, que tiene la capacidad de aceptar y leer el tipo de discos Nintendo Optical Disc. La consola da un soporte polo de salida a los títulos de la Nintendo GameCube. Los periféricos pueden conectarse a través de un conjunto de cuatro puertos para controladores de GameCube y dos ranuras para tarjetas de memoria extraíbles, todos ocultos por un par de tapas que pueden ser retiradas fácilmente.
Los controles de GameCube tienen soporte limitado en Wii U y Nintendo Switch, para jugar Super Smash Bros. para Wii U y Super Smash Bros. Ultimate respectivamente, a través de un adaptador USB. También se han realizado versiones modernas de esos mandos con cable USB en su lugar.